# Acanthopagrus omanensis
Acanthopagrus omanensis är en fiskart som beskrevs av Iwatsuki och Phillip C. Heemstra 2010. Acanthopagrus omanensis ingår i släktet Acanthopagrus och familjen havsrudefiskar. Inga underarter finns listade i Catalogue of Life.